# Ichneumon dormitans
Ichneumon dormitans är en stekelart som beskrevs av Charles Thomas Brues 1910. Ichneumon dormitans ingår i släktet Ichneumon och familjen brokparasitsteklar. Inga underarter finns listade i Catalogue of Life.